# Ipomoea mauritiana
Ipomoea mauritiana là một loài thực vật có hoa trong họ Bìm bìm. Loài này được Jacq. mô tả khoa học đầu tiên năm 1790.

## Hình ảnh

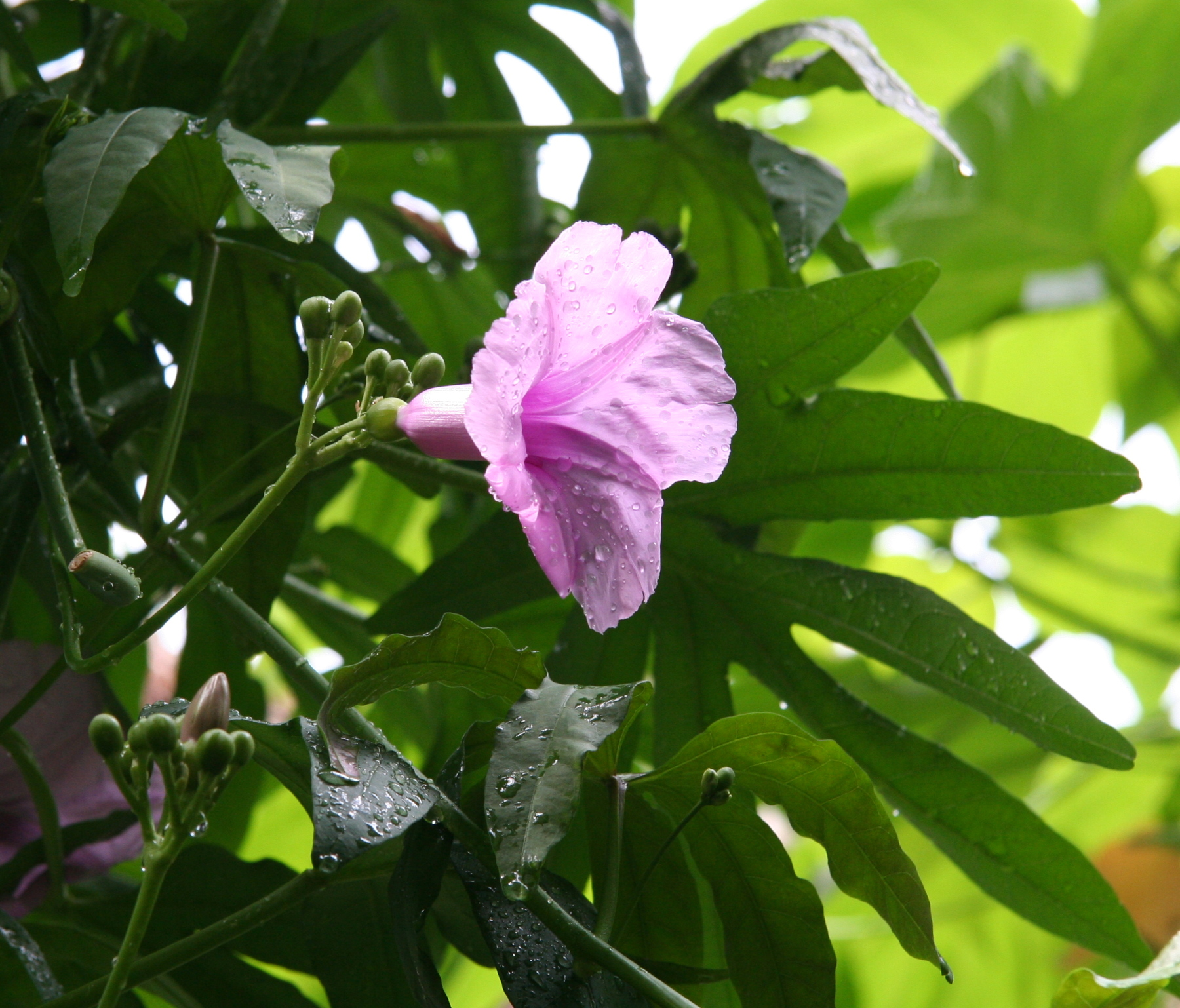
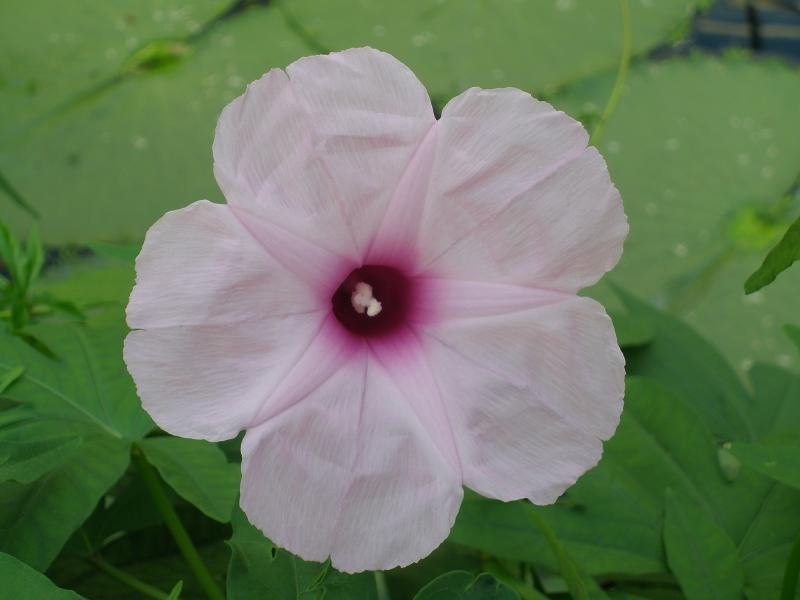
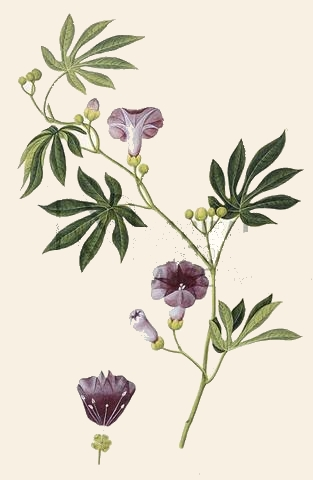
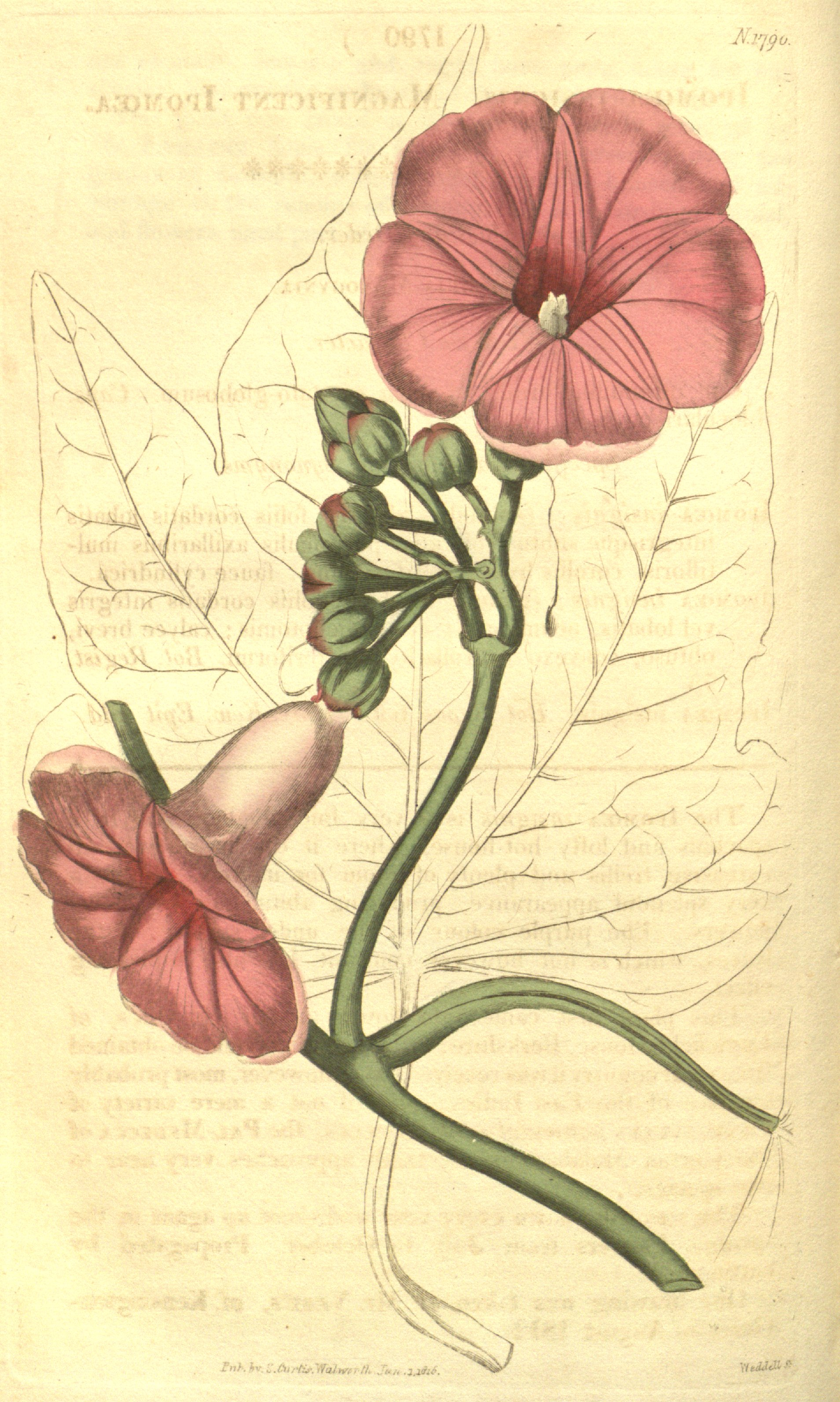